# Balázs Mihály (építész)
Balázs Mihály DLA (Hernád, 1955. november 26. –) Kossuth-, Ybl Miklós-díjas és Prima Primissima díjas magyar építész, egyetemi tanár, a Magyar Művészeti Akadémia rendes tagja, az Európai Tudományos és Művészeti Akadémia tagja.

## Életpályája
Felsőfokú tanulmányait a Budapesti Műszaki Egyetem Építészmérnöki Karán folytatta 1975 és 1980 között. 1984 és 1986 között elvégezte a MÉSZ Mesteriskolát.
1980-86 között a KÖZTI építész tervezője, 1980 óta óraadóként, 1986-tól főállású oktatóként tanít a BME Építészmérnöki Kar Középülettervezési Tanszékén. 1998-ban egyetemi docenssé nevezték ki, 2001-től tanszékvezető helyettes, 2011-2020 között tanszékvezető. 2011-ben habilitál,  2012-től egyetemi tanár. 2015-2024 között a BME Építőművészeti Habilitációs Bizottság és Doktori Tanács elnöke, az Építőművészeti Doktori Iskola vezetője, a BME EHBDT tagja. 
1980 óta a Magyar Építészek Szövetsége tagja, 1987–1988-ban a MÉSZ Fiatal Építészek Körét vezette.1997-től a Magyar Építész Kamara tagja, 1997-2000 között a BÉK Etikai Bizottság tagja, 2000-2004 között elnökségi tagja, 2004-2008 között alelnöke volt. 2000-2010 között tagja volt a Kulturális Örökségvédelmi Hivatal Tanácsadó testületének, a Központi és a Fővárosi Tervtanácsnak. 2002 és 2005 között a Magyar Formatervezési Tanács tagja volt.
1992-ben Török Ferenccel közös műtermet alapított.  
2012-ben a Magyar Művészeti Akadémia rendes tagjává, 2014 márciusában a "European Academy of Sciences and Arts" tagjává választották.  Szülőfaluja, Hernád díszpolgára.

## Munkássága
Közel negyven megvalósult ház, főleg középület, ezen belül oktatási és szakrális épület tervezése fűződik nevéhez. Első jelentős középülete a Kazincbarcikai Görögkatolikus templom (1995), melyet további templomok követtek Budapesten, Sopronban, Fehérgyarmaton. Nemzetközi sikert is aratott munkája a MATÁV Igazgatási Központ (1999). Két egyetemi épülete a Görögkatolikus Hittudományi Főiskola (2003) Nyíregyházán és a Pázmány Péter Katolikus Egyetem Információs Technológiai Kara (2004) Budapesten, előbbiért Szent Atanáz díjat kapott. 2010-ben elkészült Pécsett az EKF-programhoz kötődő Dél-dunántúli Regionális Könyvtár és Tudásközpont, Törökbálinton a hatcsoportos óvoda, Hernádon a Szent Család közösségi ház valamint a Győr-Kismegyeri katolikus templom. A 2010-es években több jelentős középület terveit készítette el, melyek nem valósultak meg.   
2005-ben munkáit és gondolatait magába foglaló terjedelmes monográfia jelent meg róla, ebben Somogyi Krisztina így ír: „Ez a könyv, amely Balázs Mihály szemléletéről és munkáiról szól, beszélgetések sorozatával indult. Ennek eredménye az a szöveg, amely három téma köré csoportosítva a könyv vázát adja, s amely reményeim szerint plasztikusan ábrázolja a jelenkori magyar építészet egyik leghitelesebb alkotóját. Azt az embert, aki nemcsak épületeivel gyakorol jelentős hatást; mert legalább ilyen meghatározó szerepvállalása az oktatásban, a különböző szakmai szervezetekben és fórumokban. Az alkotói és az oktatói munka annyira szorosan összefüggnek életében, hogy amikor 40 éves korában, 1995-ben Ybl díjjal tüntették ki, egyéni hangvételű építészeti szemléletét és az egyetemhez fűződő szoros kapcsolatát egyaránt kiemelték a szakmai méltatásban.”

## Díjai, kitüntetései
- Diplomadíj (1980)
- Pro Architectura díj a Vatikáni Nunciatúra épületéért (1991)
- Ybl Miklós-díj építészeti alkotói és oktatói munkájáért (1995)
- Pro Architectura díj a soproni Szent Imre templomért (1998)
- Távközlésért érdemérem a MATÁV Igazgatási Központ épületéért (1999)
- The Architectural Review-díj a MATÁV Igazgatási Központ épületéért (1999)
- Budapest építészeti nívódíj a MATÁV Igazgatási Központ épületéért (1999)
- Széchenyi professzori ösztöndíj (1999–2002)
- Nagykanizsa Megyei Jogú Város Címere az aradi vértanúk emlékhelyéért (2001)
- Nagykanizsa Városvédő Egyesület Ezüstérme az aradi vértanúk emlékhelyéért (2001)
- Szent Atanáz-díj a Görögkatolikus Hittudományi Főiskola épületéért (2003)
- Kossuth-díj (2009)
- Hernád Díszpolgára (2009)
- Pro Dioecesi Vaciensi emlékplakett (2010)
- Prima Primissima díj (2010)
- Kotsis Iván érem (2020)
- Jože Plečnik Közép-Európai Építészeti Díj (2022)Tudományos, kutatási, publikációs és pedagógiai tevékenységéért, a magyar építészeti örökség védelme és gazdagítása terén végzett munkájáért.

## Fontosabb művei

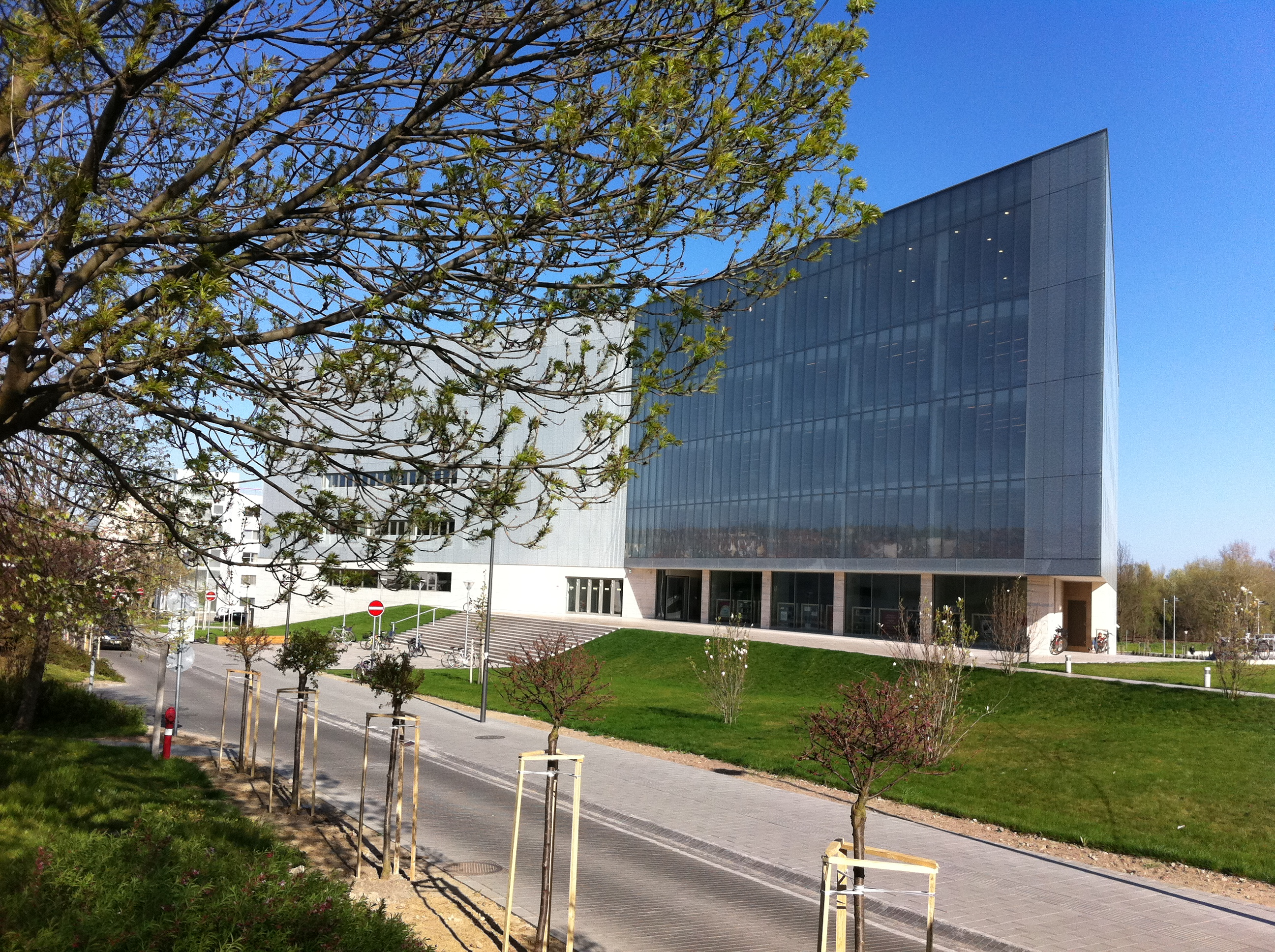
Dél-dunántúli Regionális Könyvtár és Tudásközpont (Pécs).

### Épületek
- 2024 Székesfehérvár, Alba Aréna (Tarnóczky Tamással)
- 2022 Nyíregyháza, Görögkatolikus Múzeum és Szent Atanáz Tanulmányi Ház (Török Dáviddal)
- 2019 Budapest, Magyar Szentek Temploma közösségi terei (Török Dáviddal)
- 2019 Paks, Czibula-ház bővítése nyárikonyhával (Bordás Mónikával)
- 2018 Paks, Kiss-ház (Pelle Zitával és Somogyi-Soma Katalinnal)
- 2014 Üröm, Plébánia (Falvai Balázzsal, Török Dáviddal, Nagy Mártonnal)
- 2011 Győr-Kismegyer, Római katolikus templom (Somogyi-Soma Katalinnal)
- 2011 Leányfalu, Molnár-ház (Molnár Balázzsal)
- 2010 Törökbálint, hatcsoportos óvoda (Tatár Balázzsal és Török Dáviddal)
- 2010 Hernád, közösségi ház (Tatár Balázzsal)
- 2010 Pécs, Dél-Dunántúli Regionális Könyvtár és Tudásközpont (Tarnóczky Tamással és Tatár Balázzsal)
- 2009 Hernád, Puglits-ház (Tatár Balázzsal)
- 2008 Budapest, III. San Marco utca, speciális iskola (Tarnóczky Tamással)
- 2007 Paks, Czibula Mihály háza (Somogyi-Soma Katalinnal)
- 2007 Vácduka, kastély helyreállítás (Tarnóczky Tamással)
- 2007 Budapest, PPKE Információs Technológiai Kar, Práter utca (Tarnóczky Tamással - Somogyi-Soma Katalinnal)
- 2005 Budapest, Vérhalom utcai lakásbelső
- 2003 Nyíregyháza, Görög Katolikus Hittudományi Főiskola
- 2002 Budapest, Gül Baba utca 23. lakóház (Somogyi-Soma Katalinnal)
- 2002 Tinnye, Molnár- ház (Somogyi-Soma Katalinnal)
- 2001 Törökbálint, Huber-ház (Jóföldi Szabolccsal)
- 1999 Fehérgyarmat, Görög Katolikus templom (Somogyi-Soma Katalinnal)
- 1999 Budapest, MATÁV Igazgatási Központ, Krisztina krt.55. (Török Ferenccel)
- 1997 Sopron, Szent Imre Plébániaközpont (Fejérdy Péterrel)
- 1997 Hajdúdorog, 12 osztályos gk. Gimnázium - (Somogyi-Soma Katalinnal)
- 1996 Hajdúdorog, Görög Katolikus kollégium (Kern Andreával, Klenk Csabával)
- 1996 Budapest (EXPO), Magyar Szentek Temploma (Török Ferenccel)
- 1995 Kazincbarcika, Görög Katolikus templom
- 1994 Nyíregyháza, 60 lakásos lakóház a belvárosban (Török Ferenccel)
- 1994 Nyíregyháza, Görög Katolikus parókia
- 1994 Tihany, Bod-ház
- 1991 BME Oktatói Klub a Központi Épületben (Somogyi-Soma Katalinnal)
- 1991 Budapest, Vatikán Állam Nunciaturája (Török Ferenccel)
- 1991 Paks, Kosár utcai 24 lakásos lakóház (Kern Andreával, Klenk Csabával)
- 1991 Budapest, Panasonic Irodatechnikai Szaküzlet (Patartics Zoránnal)
- 1989 Velence, Vörös László háza
- 1987 Budapest, XII. Fodor utca 13/b négylakásos lakóház (Somogyi-Soma Katalinnal)
- 1987 Újhartyán, Fabók Antal háza
- 1984 Budapest, Koós János házának átépítése

### Könyvek
- Középületek (többekkel; szerk. Cságoly Ferenc; Terc, 2004)
- Középületek Közvetlen Közelségben (többekkel, szerk. Somogyi Krisztina és Klobusovszki Péter, Épülettervezés Oktatásért Alapítvány, 2017)
- Építészet és oktatás, Iskola mozgásban (többekkel, szerk. Somogyi Krisztina és Bedecs-Varga Éva, 2020)

## Szakirodalom
- Balázs Mihály; szerk., interjú Somogyi Krisztina; Kijárat, Bp., 2006

### Portréfilmek
- 2019, "Dinamikus egyensúly", Magyar Művészeti Akadémia, Kovács László
- 2018, Szerelmes földrajz, Duna Televízió, Hollós László
- 2009, DEKO tv, McMenemy Márk
- 2008, Hernád tv, Liga Mihály
- 2008, MAG tv, Tölle Andrea
- 2007, Magyar Építőmesterek – MTV1, Torma Tamás
- 2006, XII Kőmíves – Csontos Györgyi és Csontos János
- 2006, Lélek és építészet – Somogyi Krisztina